# Anoux
Anoux est une commune française située dans le département de Meurthe-et-Moselle en région Grand Est.
Le village a la particularité d'être un village-rue.

## Géographie
Situé à 7 km de Val-de-Briey.
| Mairy-Mainville   | Tucquegnieux  |              |
| Norroy-le-Sec     | Anoux         | Val de Briey |
| Fléville-Lixières | Lantéfontaine |              |

### Hydrographie

#### Réseau hydrographique
La commune est dans le bassin versant du Rhin au sein du bassin Rhin-Meuse. Elle est drainée par le ruisseau des Sept Chevaux, le ruisseau d'Hapre et le ruisseau le Grand Ru,.
Le ruisseau de Sechevaux, d'une longueur de 16 km, prend sa source dans la commune de Norroy-le-Sec et se jette  dans le Rawe à Valleroy, après avoir traversé six communes.

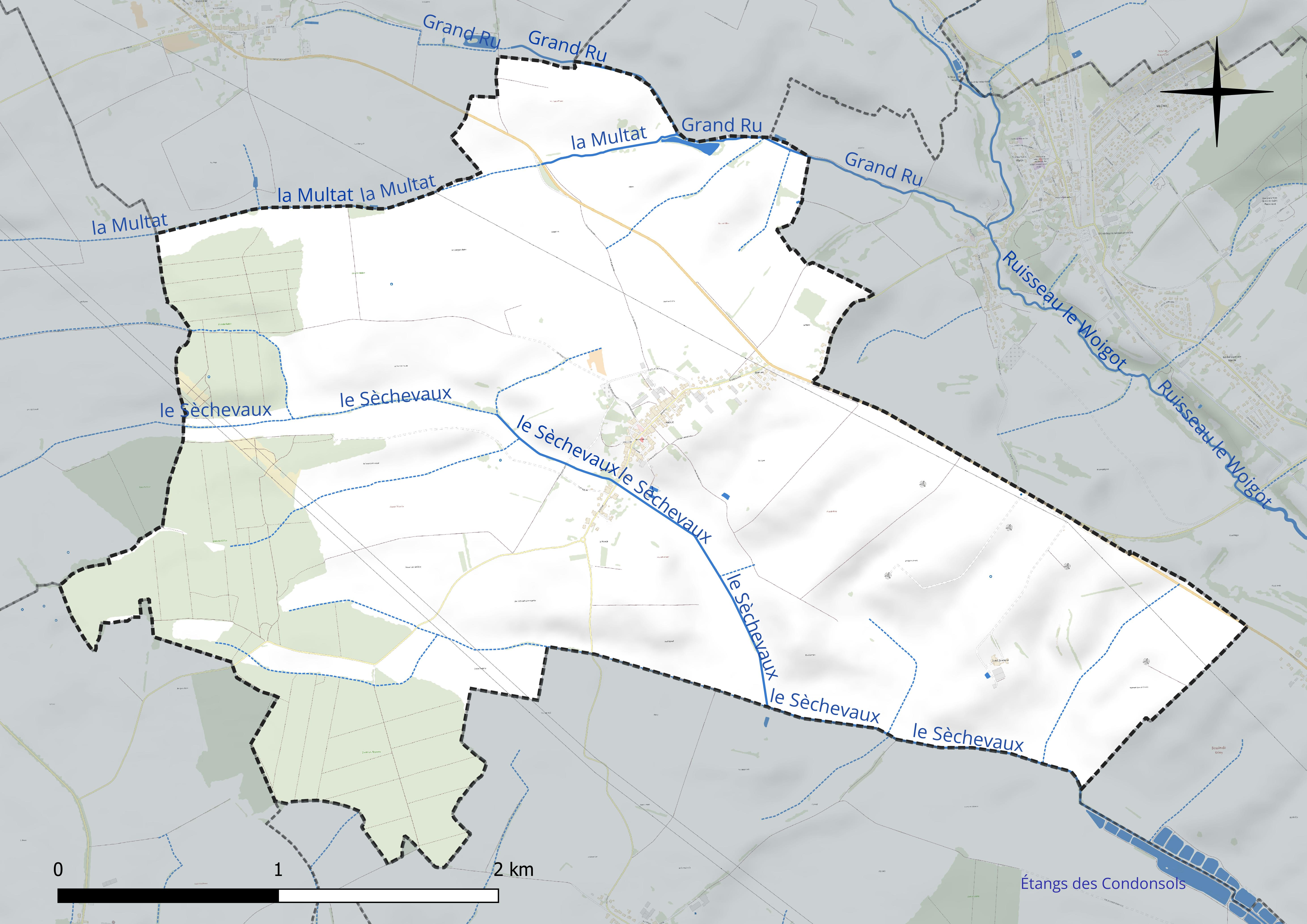
Réseau hydrographique d'Anoux.

#### Gestion et qualité des eaux
Le territoire communal est couvert par le schéma d'aménagement et de gestion des eaux (SAGE) « Bassin ferrifère ». Ce document de planification concerne le périmètre des anciennes galeries des mines de fer, des aquifères et des bassins versants hydrographiques associés qui s’étend sur 2 418 km2. Les bassins versants concernés sont celui de la Chiers en amont de la confluence avec l'Othain, et ses affluents (la Crusnes, la Pienne, l'Othain), celui de l'Orne et ses affluents et celui de la Fensch, le Veymerange, la Kiesel et les parties françaises du bassin versant de l'Alzette et de ses affluents (Kaylbach, ruisseau de Volmerange). Il a été approuvé le 27 mars 2015. La structure porteuse de l'élaboration et de la mise en œuvre est la région Grand Est.
La qualité des cours d’eau peut être consultée sur un site dédié géré par les agences de l’eau et l’Agence française pour la biodiversité.

### Climat
Pour des articles plus généraux, voir Climat du Grand Est et Climat de Meurthe-et-Moselle.
En 2010, le climat de la commune est de type climat des marges montargnardes, selon une étude du Centre national de la recherche scientifique s'appuyant sur une série de données couvrant la période 1971-2000. En 2020, Météo-France publie une typologie des climats de la France métropolitaine dans laquelle la commune est exposée à un climat semi-continental et est dans la région climatique Lorraine, plateau de Langres, Morvan, caractérisée par un hiver rude (1,5 °C), des vents modérés et des brouillards fréquents en automne et hiver.
Pour la période 1971-2000, la température annuelle moyenne est de 9,6 °C, avec une amplitude thermique annuelle de 16,4 °C. Le cumul annuel moyen de précipitations est de 878 mm, avec 13 jours de précipitations en janvier et 9,2 jours en juillet. Pour la période 1991-2020, la température moyenne annuelle observée sur la station météorologique de Météo-France la plus proche, « Rouvres-en-woevre », sur la commune de Rouvres-en-Woëvre à 14 km à vol d'oiseau, est de 10,8 °C et le cumul annuel moyen de précipitations est de 668,3 mm. 
La température maximale relevée sur cette station est de 40,2 °C, atteinte le 24 juillet 2019 ; la température minimale est de −15,4 °C, atteinte le 7 février 2012,,.
Les paramètres climatiques de la commune ont été estimés pour le milieu du siècle (2041-2070) selon différents scénarios d'émission de gaz à effet de serre à partir des nouvelles projections climatiques de référence DRIAS-2020. Ils sont consultables sur un site dédié publié par Météo-France en novembre 2022.

## Urbanisme

### Typologie
Au 1er janvier 2024, Anoux est catégorisée commune rurale à habitat dispersé, selon la nouvelle grille communale de densité à sept niveaux définie par l'Insee en 2022.
Elle est située hors unité urbaine. Par ailleurs la commune fait partie de l'aire d'attraction de Val de Briey, dont elle est une commune de la couronne,. Cette aire, qui regroupe 14 communes, est catégorisée dans les aires de moins de 50 000 habitants,.

### Occupation des sols
L'occupation des sols de la commune, telle qu'elle ressort de la base de données européenne d’occupation biophysique des sols Corine Land Cover (CLC), est marquée par l'importance des territoires agricoles (77,9 % en 2018), une proportion identique à celle de 1990 (77,9 %). La répartition détaillée en 2018 est la suivante : 
terres arables (76,7 %), forêts (19,1 %), zones urbanisées (3,1 %), prairies (1,1 %). L'évolution de l’occupation des sols de la commune et de ses infrastructures peut être observée sur les différentes représentations cartographiques du territoire : la carte de Cassini (XVIIIe siècle), la carte d'état-major (1820-1866) et les cartes ou photos aériennes de l'IGN pour la période actuelle (1950 à aujourd'hui).

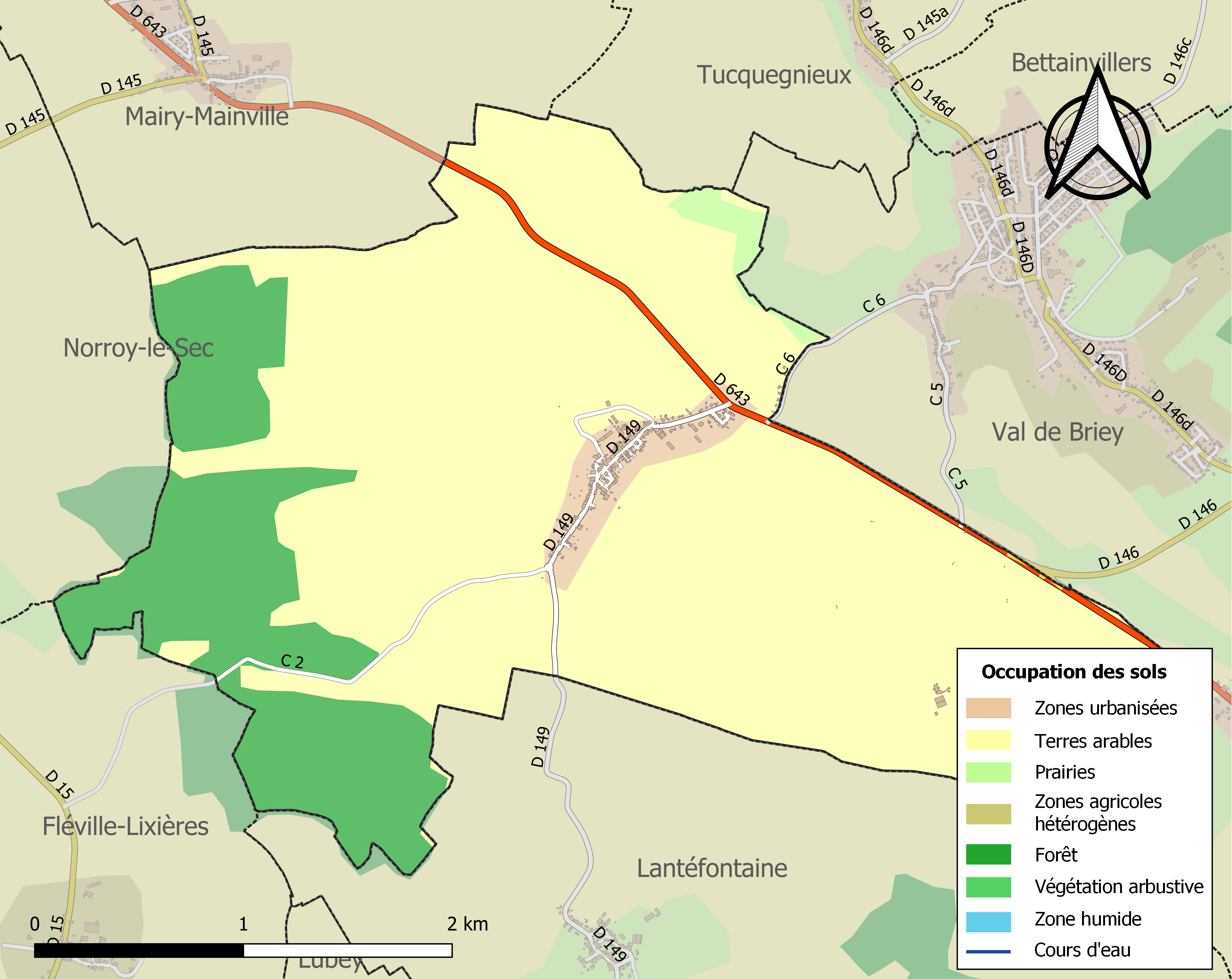
Carte des infrastructures et de l'occupation des sols de la commune en 2018 (CLC).

## Toponymie
Le nom de la localité est attesté sous les formes Alnowe devant Briey (1437), Anowe (1489), Anoult ou Anoul (1519), Anou (XVIIe siècle), Anould (1669-1670), Anoud ou Anoux (1689), Annoux (1756) puis Anoux (1793).
L'origine du nom du village n'est pas clairement établie, cependant plusieurs suppositions ont été faites.

Les première mention officielle du nom de la commune remontent au XVe siècle. Elle est alors désignée sous les appellations de Aunou, Alnova ou Anow. La terminaison en -OW de Anow peut laisser pensée que le nom du village serait d'origine gauloise. Cependant il a aussi été supposé que le nom Alnova pourrait être rapproché du nom latin Alnoleum, signifiant lieu planté d'aulnes.
Peut-être un toponyme correspondant au mot noue, du gaulois nauda « terre humide, marécage ».

## Histoire
En 1817, Anoux, village de l'ancienne province du Barrois avait pour annexe l'ancien ermitage Saint-Saumont; ancien ermitage. À cette époque il y avait 390 habitants répartis dans 73 maisons.
De 1812 à 1910, la commune a fusionné avec Mancieulles sous le nom d'Anoux-Mancieulles.

## Politique et administration
| Période                                  | Période  | Identité                                   | Étiquette | Qualité                                                                  |
| ---------------------------------------- | -------- | ------------------------------------------ | --------- | ------------------------------------------------------------------------ |
| 1994                                     |          | Gérard Schmit                              |           |                                                                          |
| 2001                                     | En cours | André Berg, Réélu pour le mandat 2020-2026 |           | Personne sans activité professionnelle de 60 ans et plus (non retraitée) |
| Les données manquantes sont à compléter. |          |                                            |           |                                                                          |

## Démographie
Les habitants sont nommés les Aulnois.
L'évolution du nombre d'habitants est connue à travers les recensements de la population effectués dans la commune depuis 1793. Pour les communes de moins de 10 000 habitants, une enquête de recensement portant sur toute la population est réalisée tous les cinq ans, les populations de référence des années intermédiaires étant quant à elles estimées par interpolation ou extrapolation. Pour la commune, le premier recensement exhaustif entrant dans le cadre du nouveau dispositif a été réalisé en 2007.

En 2022, la commune comptait 271 habitants, en évolution de +4,23 % par rapport à 2016 (Meurthe-et-Moselle : −0,13 %, France hors Mayotte : +2,11 %).
| 1793 | 1800 | 1806 | 1821 | 1836 | 1841 | 1861 | 1866 | 1872 |
| ---- | ---- | ---- | ---- | ---- | ---- | ---- | ---- | ---- |
| 400  | 289  | 340  | 571  | 582  | 571  | 591  | 577  | 574  |

| 1876 | 1881 | 1886 | 1891 | 1896 | 1901 | 1906 | 1911 | 1921 |
| ---- | ---- | ---- | ---- | ---- | ---- | ---- | ---- | ---- |
| 545  | 549  | 539  | 489  | 473  | 457  | 468  | 325  | 324  |

| 1926 | 1931 | 1936 | 1946 | 1954 | 1962 | 1968 | 1975 | 1982 |
| ---- | ---- | ---- | ---- | ---- | ---- | ---- | ---- | ---- |
| 316  | 339  | 310  | 313  | 320  | 324  | 305  | 251  | 332  |

| 1990 | 1999 | 2006 | 2007 | 2012 | 2017 | 2022 | - | - |
| ---- | ---- | ---- | ---- | ---- | ---- | ---- | - | - |
| 309  | 287  | 278  | 277  | 253  | 265  | 271  | - | - |

## Culture locale et patrimoine

### Lieux et monuments
- Deux fontaines 19e.

#### Édifices religieux

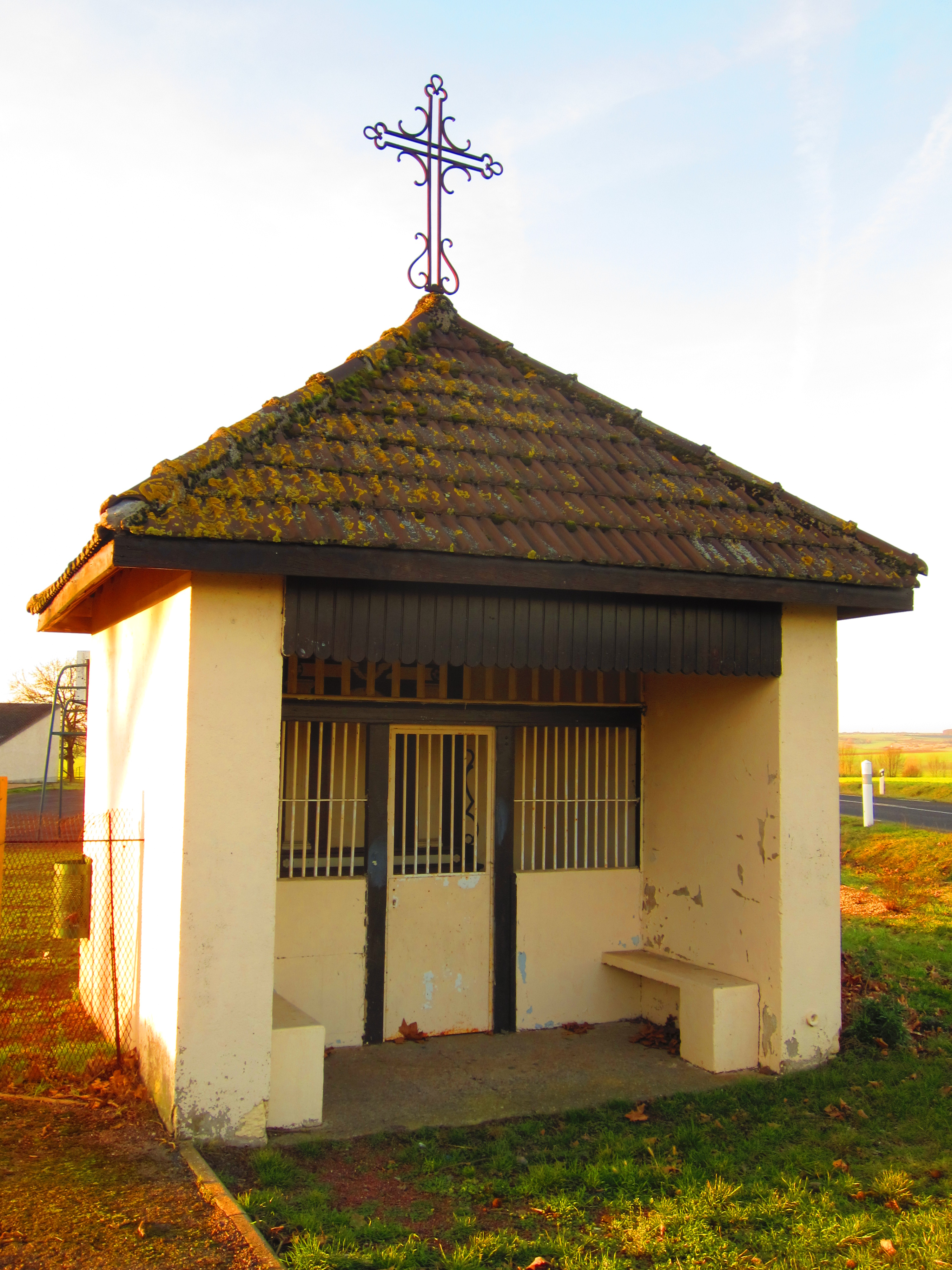
Chapelle Sainte-Barbe.

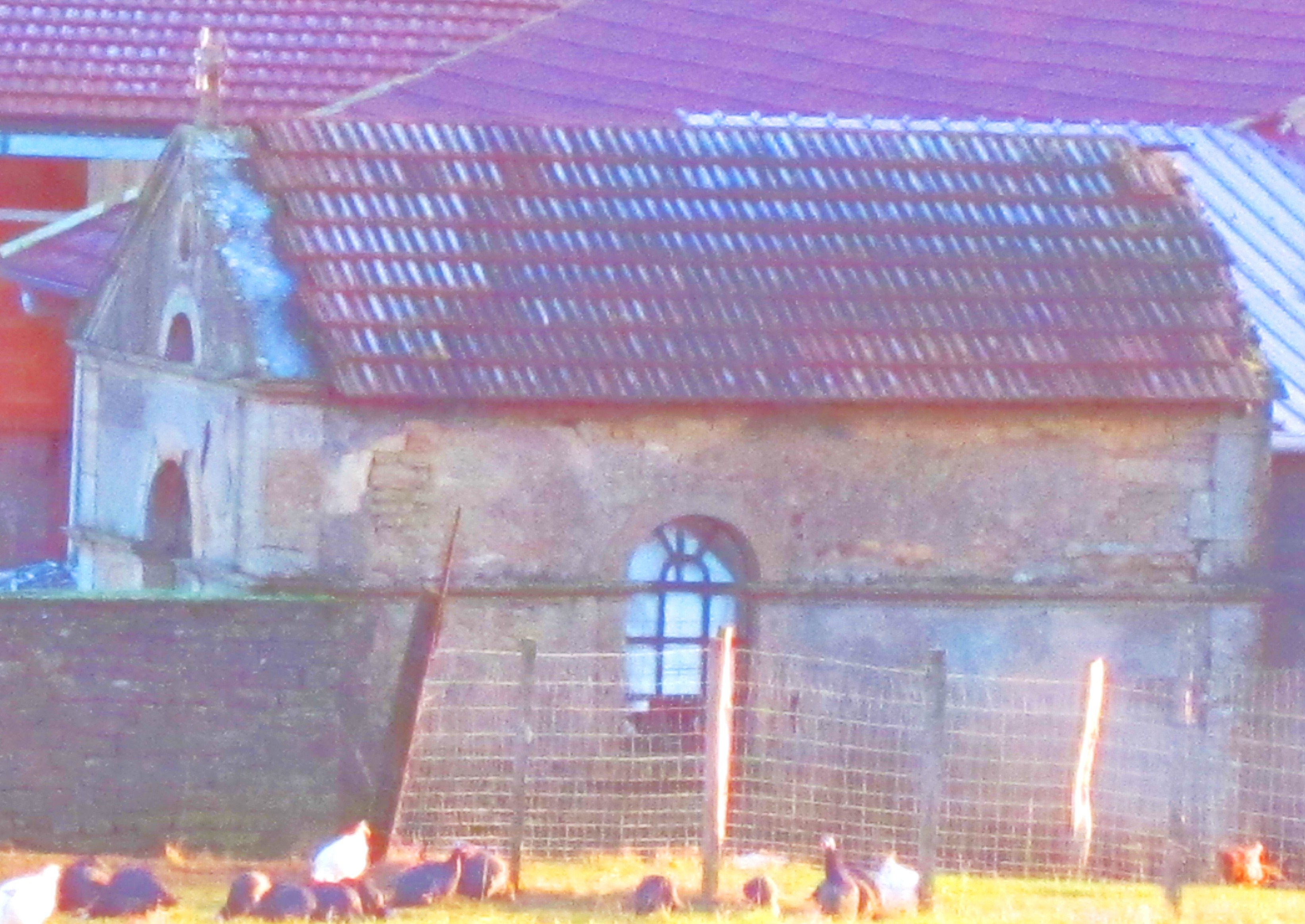
Chapelle Saint-Saumont.

- Église paroissiale Saint-Paulin. L'église aurait été reconstruite au XVIIIe siècle ; clocher porche de 1858 ; date 1551 dans un cartouche remployé.
- Chapelle Sainte-Barbe à Anoux au carrefour de la RD 643 et de la RD 149 ; (détruite). Chapelle moderne remplaçant une ancienne chapelle du XVIe siècle ; détruite en 1950 et reconstruite de l'autre côté de la RD 149.
- Chapelle Saint-Saumont, ermitage : 1re moitié XIXe siècle ; croix XVIe contre le mur façade nord de la chapelle (écart Saint-Saumont).
- Croix de Chemin à Anoux lieu-dit Croix Collignon. Croix élevée en 1701 (date portée), par le sculpteur François Lapierre, de Rombas. Restaurée en 1934.

### Légende locale
Une légende rattachée à la commune raconte la réalisation d'un miracle à Anoux par saint Paulin, le saint patron de la commune. Selon cette histoire, Paulin alors évêque de Trèves et accompagné de soldats, était en route pour aller combattre les invasions barbares. Alors que la troupe mourrait de soif, accablée par le soleil d'août, une halte fut faite à Anoux, où l'évêque fit jaillir une source. Elle fut surnommée la Bonne Fontaine et la légende raconte que sont eau pourrait guérir plusieurs maladies.

### Héraldique
| Blason de Anoux | Blason  | D'or à l'aulne de sinople adextré d'une roue de gueules et senestré d'un tonneau de même cerclé d'argent ; au chef de sable chargé d'une charrue contournée d'or au soc d'argent. |
| Blason de Anoux | Détails | Évocation des aulnes, des charrons et de l'agriculture. |